# Chiesa di San Giovanni Gualberto (Livorno)

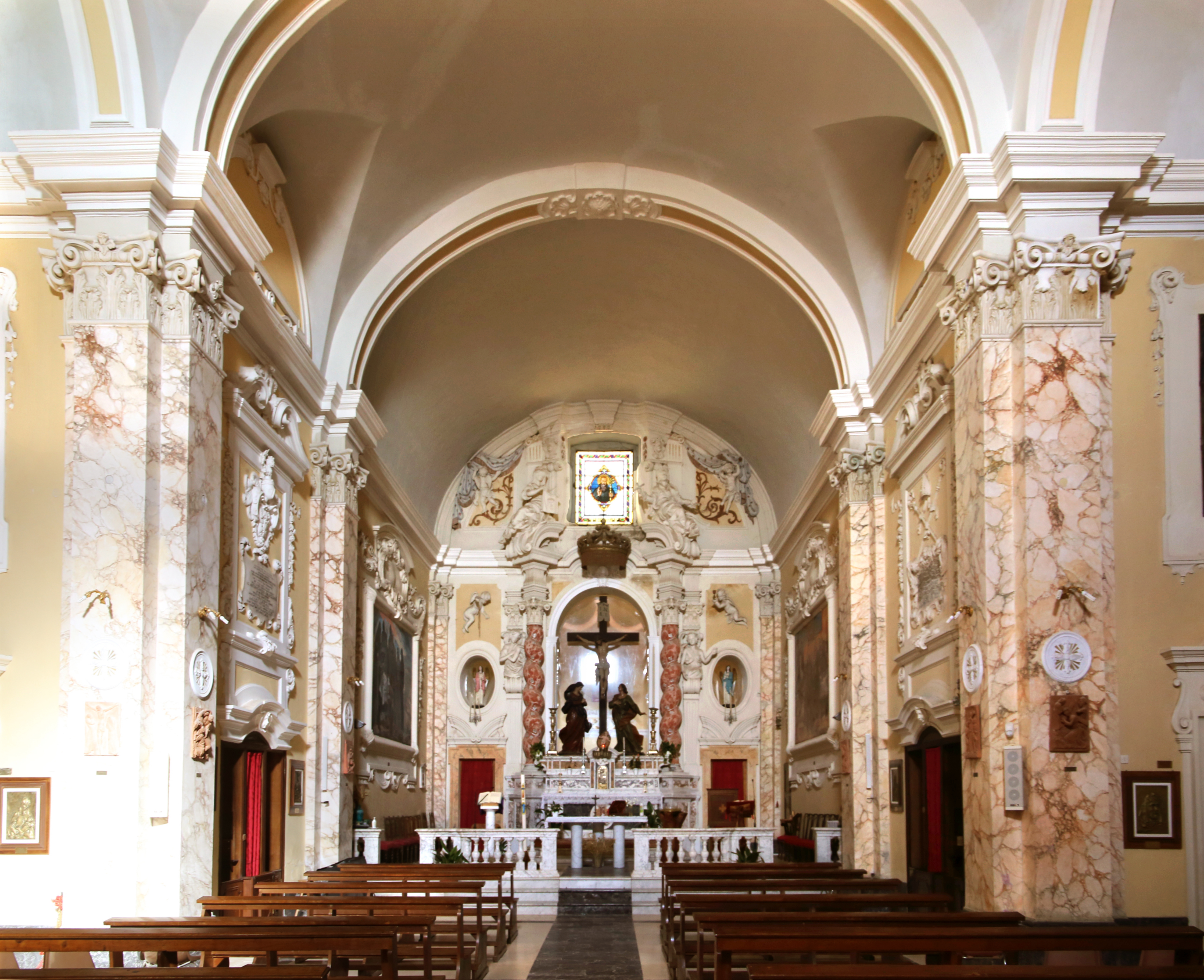
Interno e altare maggiore

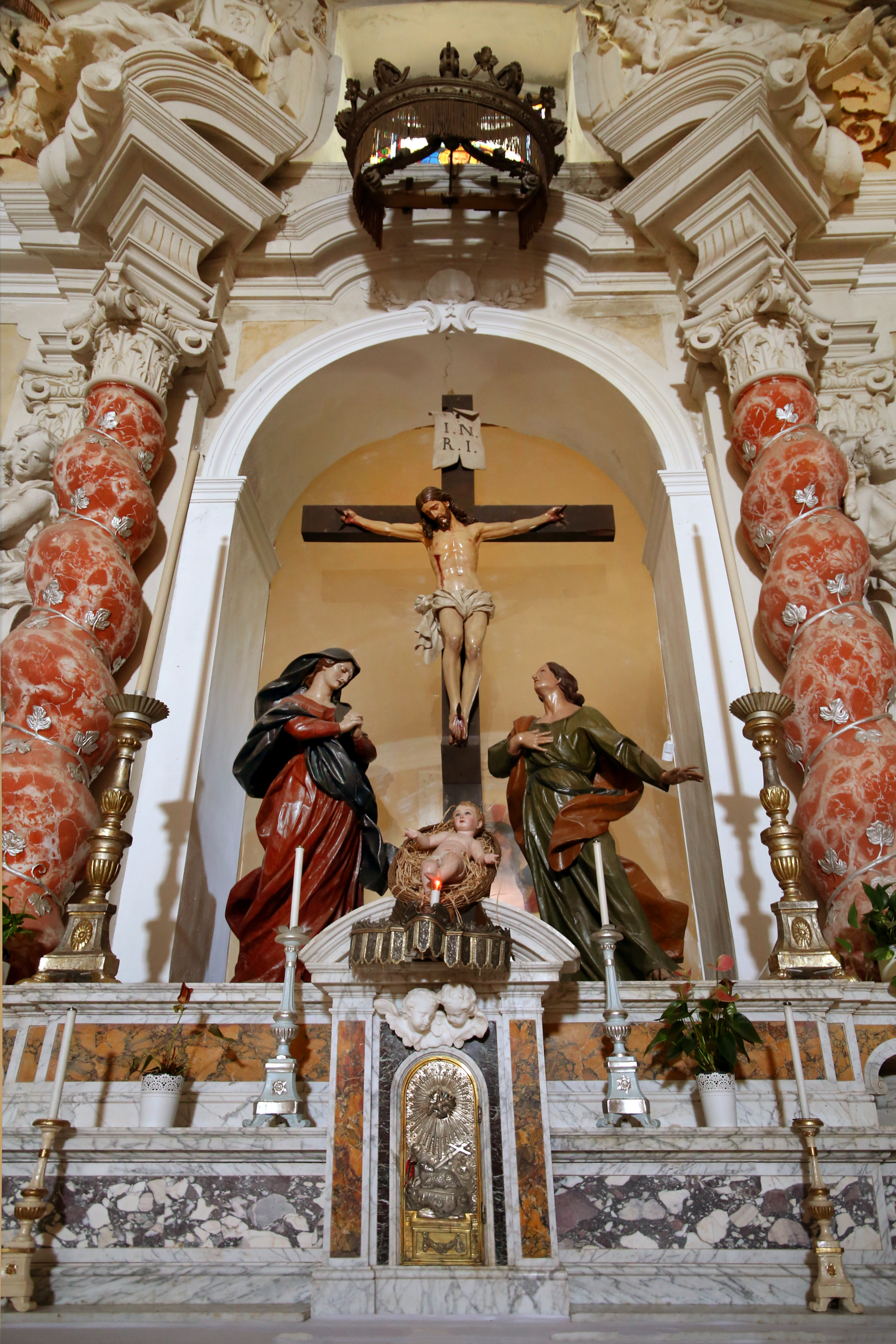
La Crocifissione sull'altare maggiore

La chiesa di San Giovanni Gualberto si erge alla sommità della Valle Benedetta, una piccola frazione del comune di Livorno.

## Storia
La costruzione della chiesa è legata alla soppressione, avvenuta nella seconda metà del XVII secolo, dell'Ordine dei Gesuati, che fino ad allora avevano tenuto l'antico eremo di Santa Maria alla Sambuca.
I monaci, grazie all'opera di Colombino Bassi, riuscirono a costruire una nuova chiesa e annesso convento per i monaci benedettini.
I lavori cominciarono nel 1692 e si conclusero nel 1697.
Scrive lo storico Piombanti che durante lo scavo delle fondazioni furono rinvenuti anche alcuni reperti archeologici, in seguito donati al gran principe Ferdinando de' Medici, figlio di Cosimo III.. Gli scavi, infatti, portarono alla luce un'urna di terra cotta che il Bassi fece rompere da una parte, trovando un morione di bronzo, una spada, degli sproni ed ossa umane che fecero pensare ad una battaglia avvenuta in questi luoghi in tempi molto antichi tra i popoli Gentili e gli Etruschi.
La madre del granduca, Vittoria Della Rovere, fece dono al padre Colombino di due reliquie: il corpo intero di San Felice di Lodi  e un pezzetto della veste di san Francesco da Paola, da conservare in seguito nel nuovo monastero. Le due reliquie arrivate via Arno e fosso navigabile a Livorno, furono consegnate, assieme alle lettere di autentica ed a una somma in denaro di 400 scudi, al capitano Vincenti, collaboratore di Colombino Bassi.
Nel 1780 il monastero fu venduto alla Congregazione dei Camaldolesi fino al 1810; da allora la chiesa fu solo parrocchia per il clero secolare e nei primi anni del XX secolo contava 480 abitanti.
L'incuria e i gravi danni del terremoto delle colline livornesi del 1846 causarono ingenti danni all'interno complesso e al suo apparato decorativo.

## Descrizione
La chiesa si trova al termine di una suggestiva scalinata e presenta una facciata articolata mediante due piccole torri campanarie.
L'interno, a croce latina con decorazioni tardobarocche custodiva nell'altare della cappella destra le reliquie di san Felice martire donate al Bassi dalla madre di Cosimo III de' Medici (1693) che le aveva ricevute da papa Innocenzo XI; in una cappellina interna vi era una pregevole tela rappresentante i santi Romualdo e Giovanni Gualberto.
Perso gran parte dell'arredo originario, restano da segnalare il gruppo scultoreo della Passione ed il crocifisso affiancato dalle statue della Madonna e di San Giovanni Apostolo. Il crocifisso è opera dello scultore di Carlo II d'Asburgo, re di Spagna e le due statue furono commissionate a Roma dallo Huigens, ricco proprietario della zona.
Nell'edificio, dove è presente anche una cappella costruita su modello del Sacro Sepolcro di Gerusalemme, sono inoltre conservati dipinti su tela risalenti al XVIII secolo e raffiguranti l'Adorazione dei Magi e la Glorificazione di San Felice.
Particolarità interessante del tempio è da ricercare nella presenza di numerose opere d'arte contemporanea, cedute alla chiesa a partire dagli anni settanta del XX secolo da artisti appartenenti al Cenacolo della Valle Benedetta, e non solo: tra queste è doveroso segnalare la Madonna del mare di Osvaldo Peruzzi e l'imponente Traslazione di Cristo di Voltolino Fontani, insieme a dipinti di Renzo Zambini, Mario Petri, Piero Benassi, Alfredo Mainardi, Mario Gavazzi ed altri; notevoli le porte in bronzo di Vincenzo Gatto su disegno di Ario Cantini.